# Ческе Брезово (район Полтар)
Ческе Брезово (словац. České Brezovo) — деревня в районе Полтар Банскобистрицкого края Словакии.
Население — 513 человек (2012), в том числе 275 женского и 238 мужского пола.

## Население
| Год:                | 1994 | 2004     | 2014    | 2024     |
| ------------------- | ---- | -------- | ------- | -------- |
| Количество человек: | 983  | 492      | 505     | 435      |
| Разница:            |      | −49,94 % | +2,64 % | −13,86 % |

В 2001 году в деревне проживали:
- словаки — 99,37 %
- чехи — 0,42 %
- венгры — 0,21 %.

## Известные уроженцы
- Таблиц, Богуслав (1769—1832) — чешско-словацкий писатель, священник, деятель словацкого возрождения.